# Rittergut Klein Schwechten
Das Rittergut Klein Schwechten ist ein ehemaliges Rittergut im Rochauer Ortsteil Klein Schwechten im Landkreis Stendal in Sachsen-Anhalt.

## Geschichte
Der Gutshof liegt westlich neben dem Friedhof der Dorfkirche Klein Schwechten.
Bereits Mitte des 14. Jahrhunderts ist die Familie von Lützendorf in der Altmark nachweisbar und spätestens 1375 auch in Klein Schwechten. Die Schenken von Lützendorf besaßen das Rittergut Klein Schwechten bis 1615, sie starben Anfang des 17. Jahrhunderts aus. Bald darauf befand sich das Rittergut im Besitz der Familie von Bülow. Um das Jahr 1813 verschwand auch diese Familie aus dem Ort, wobei die Umstände unterschiedlich dargestellt werden. Neuer Besitzer wurde die Familie von Werdeck, der 1839 nach dem Aussterben Verwandte, die Familie Rendelmann, folgten. Auf dieselbe Art und Weise folgte die Familie Zahn 1880, deren Söhne Edgar und Walter den Besitz um 1920 in zwei Teile trennten und teils verpachteten. Während Edgar Zahn im alten Herrenhaus des Guts wohnen blieb, zog sein jüngerer Bruder Walter Zahn in das 1921 erbaute neue Herrenhaus auf der anderen Seite der Dorfstraße.
Das Rittergut war ein landtagsfähiges Rittergut. Sein Besitzer war damit Abgeordneter auf dem Kommunallandtag der Altmark. Seine Größe betrug im Jahr 1850 zusammen 700 Morgen Acker, 100 Morgen Wiesen, 3 Morgen Gärten, 150 Morgen Anger und 75 Morgen Forst.
Am 1. Dezember 1910 hatte der Gutsbezirk Klein Schwechten 7 Einwohner. Am 1. April 1926 wurde der Gutsbezirk Klein Schwechten in die Landgemeinde Klein Schwechten eingemeindet.
Das Gut wurde im Rahmen der kommunistischen Bodenreform nach 1945 enteignet, letzter Privatbesitzer war Otto Tischer, ein Schwiegersohn von Edgar Zahn. Das ältere Herrenhaus wurde bald darauf mit einer großen Durchfahrt durchbrochen und als Scheune genutzt. Das jüngere, 1921 erbaute Herrenhaus, das nach der Zahnschen Teilung entstand, steht nördlich gegenüber dem Gutshof am Nachtigallenweg.